# GD X Taeyang

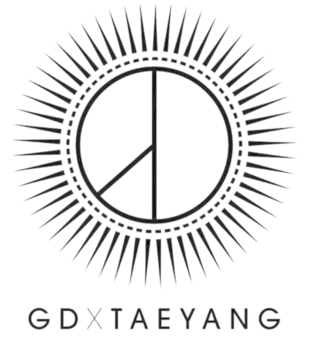

GD X Taeyang (também conhecido anteriormente como GDYB) é uma dupla sul-coreana formada por G-Dragon e Taeyang em 2014, integrantes do grupo BIGBANG.

## História
G-Dragon e Taeyang se conheceram na idade de treze anos, quando tornaram-se estagiários da YG Entertainment. A dupla foi originalmente planejada para estrear como uma dupla de Hip Hop sob o nome de "GDYB", antes de ingressarem em outro projeto da agência, apesar disso, a dupla ainda realizou algumas participações em singles de seus companheiros de gravadora com o referido nome. Mais tarde, a YG Entertainment optou por lançar um grupo masculino ao invés vez da dupla, alocando-os como integrantes do grupo BIGBANG, contudo, ambos tiveram que participar de um programa de sobrevivência que documentou a formação do mesmo. Nos anos seguintes, tanto G-Dragon como Taeyang, lançaram-se como solistas e realizaram participações na discografia um do outro, com o primeiro atuando também como produtor e compositor.
Em 21 de novembro de 2014, G-Dragon e Taeyang lançaram o single "Good Boy", em uma colaboração sob o nome GD × Taeyang. Após seu lançamento, atingiu a primeira colocação da parada World Digital Songs da Billboard, tornando a dupla o terceiro artista coreano a conquistar tal feito. Suas vendas na Coreia do Sul foram de mais de 1,2 milhões de cópias digitais e seu vídeo musical atingiu a marca de cem milhões de visualizações na plataforma de vídeos Youtube em abril de 2016.

## Integrantes
| Nome Artístico | Nome Artístico | Nome de Nascimento | Nome de Nascimento | Data de Nascimento             |
| Romanizado     | Hangul         | Romanizado         | Hangul             | Data de Nascimento             |
| -------------- | -------------- | ------------------ | ------------------ | ------------------------------ |
| Taeyang        | 태양           | Dong Young-bae     | 동영배             | 18 de maio de 1988 (36 anos)   |
| G-Dragon       | 지드래곤       | Kwon Ji-yong       | 권지용             | 18 de agosto de 1988 (36 anos) |

## Discografia

### Álbunssingle
| Título | Melhores posições nas paradas | Vendas         |
| Título | COR                           | Vendas         |
| --- | ----------------------------- | -------------- |
| Good Boy - Lançamento: 21 de novembro de 2014 - Gravadora: YG Entertainment - Formatos: CD single, download digital | 1                             | - : 25,000 mil |

### DVDs
| Título | Melhores posições nas paradas | Vendas        |
| Título | JAP                           | Vendas        |
| --- | ----------------------------- | ------------- |
| G-DRAGON × TAEYANG IN PARIS 2014 - Lançamento: 18 de junho de 2014 - Gravadora: YG Entertainment - Língua: coreano | 8                             | - : 6,033 mil |

### Singles

#### Como artista principal
| Ano                                                                                      | Título                   | Melhores posições nas paradas | Melhores posições nas paradas | Melhores posições nas paradas | Vendas (digitais)                   | Álbum              |
| Ano                                                                                      | Título                   | COR                           | FIN                           | EUA World                     | Vendas (digitais)                   | Álbum              |
| ---------------------------------------------------------------------------------------- | ------------------------ | ----------------------------- | ----------------------------- | ----------------------------- | ----------------------------------- | ------------------ |
| 2014                                                                                     | "Good Boy"               | 5                             | 21                            | 1                             | - : 1,260,683 milhões - : 5,000 mil | YG Hip Hop Project |
| 2015                                                                                     | "Mapsosa" (com Kwanghee) | 2                             | —                             | 10                            | - : 1,302,380 milhões               | Infinite Challenge |
| "—" indica lançamentos que não figuraram nas paradas ou não foram lançados nessa região. |                          |                               |                               |                               |                                     |                    |

## Prêmios
| Ano  | Premiação              | Indicado   | Categoria                               | Resultado | Ref.   |
| ---- | ---------------------- | ---------- | --------------------------------------- | --------- | ------ |
| 2015 | YouTube Music Awards   | "Good Boy" | Honra para o Artista                    | Venceu    | [ 14 ] |
| 2015 | Melon Music Awards     | "Mapsosa"  | Prêmio de Tendência Quente de 2015      | Venceu    | [ 15 ] |
| 2015 | Melon Popularity Award | "Mapsosa"  | Prêmio de Popularidade (7 de setembro)  | Venceu    | [ 16 ] |
| 2015 | Melon Popularity Award | "Mapsosa"  | Prêmio de Popularidade (14 de setembro) | Venceu    | [ 16 ] |
| 2015 | Melon Popularity Award | "Mapsosa"  | Prêmio de Popularidade (21 de setembro) | Venceu    | [ 16 ] |

### Vitórias em programas de música
| Canção     | Programa | Canal | Data                   |
| ---------- | -------- | ----- | ---------------------- |
| "Good Boy" | Inkigayo | SBS   | 30 de novembro de 2014 |
| "Good Boy" | Inkigayo | SBS   | 4 de janeiro de 2015   |